# Energiaátmenet Németországban
Németországban az energiaátmenet azt a politikai és társadalmi folyamatot jelenti, amelynek célja, hogy az ország energiaellátását a fosszilis és nukleáris energiaforrásokról a megújuló energiaforrásokra állítsák át. A cél a fosszilis tüzelőanyagoktól való függőség csökkentése, a környezetszennyezés minimalizálása és az éghajlatváltozás elleni küzdelem. Az energetikai átállás fontos része a megújuló energiaforrások, mint például a napenergia, a szélenergia, a biomassza és a megújuló energiák elterjesztése. Az energetikai átmenet a decentralizált energiatermelésre való áttérést fogja eredményezni. Ezen túlmenően az infrastruktúrába és az intelligens hálózati technológiába történő beruházásokra van szükség, melyek figyelembe veszik a megújuló forrásokból származó, ingadozó energiatermelést.
Az energiaátmenet hosszú távú folyamat, amely Németországban a 2000-es évek eleje óta zajlik. "Németországnak 2045-re klímasemlegessé kell válnia. E cél elérése érdekében a megújuló energiák elterjedését tömegesen fel kell gyorsítani. A cél az, hogy 2030-ra a villamosenergia-fogyasztás legalább 80 százalékát megújuló energiákból - elsősorban szél- és napenergiából - fedezzék. A megújuló energiák aránya 2021-ben a bruttó villamosenergia-fogyasztáson belül mintegy 41 százalék volt. A következő évben 46,2 százalékra emelkedett, és 2023 első felében tovább nőtt, mintegy 52 százalékra."
A németországi megközelítés jelentősen eltér a más országokban megvalósuló energiaátmenettől.

## Az energiaátmenet motivációja és háttere
Az energetikai átállás a fosszilis tüzelőanyagok és az atomenergia fenntarthatatlan használatáról a megújuló energiákat használó fenntartható energiaellátásra való áttérés. Az energetikai átállás célja az energiaipar által okozott ökológiai és társadalmi problémák minimálisra csökkentése, valamint a felmerülő külső költségek teljes internalizálása, amelyeket eddig alig áraztak be az energiapiacon. Tekintettel arra, hogy a globális felmelegedést nagyrészt az emberi tevékenység okozza, az energiaipar szén-dioxid-mentessé tétele a fosszilis tüzelőanyagok, például a kőolaj, a szén és a földgáz használatának megszüntetésével napjainkban különösen fontos. A fosszilis tüzelőanyagok véges volta és az atomenergia veszélyei szintén fontos okai az energiaátállásnak. A globális energiaprobléma megoldását a 21. század központi kihívásának tekintik.
Az Ukrajna elleni 2022-es orosz inváziót követően Claudia Kemfert német közgazdász azt írta, hogy az energia- és közlekedési átállás nem csak a fosszilis tüzelőanyagok ársokkjaitól függetlenítene bennünket, hanem béketeremtő hatással is bírna.
Feltételezhető, hogy az energetikai átállás a jövőben jelentősen hozzájárul a légszennyezés csökkentéséhez. Mivel a globális felmelegedés megfékezését célzó intézkedések gyakran a légszennyezést is csökkentik, a levegőminőség javítása az éghajlatvédelmi intézkedések fontos pozitív mellékhatása. Bizonyos esetekben az éghajlatvédelmi intézkedések már önmagukban a levegőszennyezés csökkenéséből származó gazdasági jóléti előnyök miatt is megérik.
Az energetikai átállás magában foglalja mindhárom ágazatot: a villamosenergia-, a fűtési és a mobilitási ágazatot, valamint a fosszilis tüzelőanyagoktól való jövőbeli eltávolodást például a műanyagok vagy műtrágyák előállítása során. Az energiaátmenet azt jelenti, hogy a szén és az olaj használatának  megszüntetésével párhuzamosan az energiaforrások jelentős részének a földben kell maradnia.
Az átállás központi elemei a megújuló energiák elterjesztése, az energiahatékonyság növelése és az energiatakarékossági intézkedések megvalósítása. A megújuló energiák közé tartozik a szélenergia, a napenergia (naphő, napelemek), az óceán energiája, a bioenergia, a vízenergia és a geotermikus energia. Emellett fontos szerepet játszik a fűtési ágazat és a közlekedési ágazat villamosítása hőszivattyúk és elektro-mobilitás révén.
A világ számos országában folyamatban van az átállás a hagyományos tüzelőanyagokról a megújuló energiaforrásokra. Az ehhez szükséges koncepciók és technológiák jól ismertek. Tisztán technikai szempontból a teljes globális energiaátállás 2030-ra  lehetséges lett volna, de többek között politikai és gyakorlati problémák miatt a megvalósítás csak 2050-re válik valósággá, és a legnagyobb akadálynak a politikai akarat hiánya tekinthető.
Mind globális szinten, mind Németországra vonatkozóan a tanulmányok arra a következtetésre jutottak, hogy a megújuló energiarendszer energiaköltségei a hagyományos fosszilis-nukleáris energiarendszerével azonos szinten lennének.
A nyilvános vitában az "energiaátmenet" fogalmát gyakran a villamosenergia-ágazatra szűkítik le, noha ez az ágazat jelenleg a németországi energiafogyasztásnak csak mintegy 20 %-át teszi ki. A politikai és nyilvános vita gyakran azt is figyelmen kívül hagyja, hogy az energiatakarékosságon, a megújuló energiákon és a hatékonyságon kívül a sikeres energiaátmenethez az emberek viselkedését érintő változásokra is szükség van.

## Az energiaátmenet célkitűzései
A németországi energetikai átállás célja, hogy 2050-re 80%-ra növelje a megújuló energiaforrások részarányát a villamosenergia-fogyasztásban, ugyanebben az időszakban 2008-hoz képest 50%-kal csökkentse a primerenergia-fogyasztást, és az EU célkitűzéseivel összhangban 80-95 %-kal csökkentse az üvegházhatású gázok kibocsátását az 1990-es szinthez képest. Összességében 2050-re az energiafogyasztás legalább 60%-át megújuló energiaforrásokból kell fedezni. Ezeket a célokat 2010-ben határozták meg, még a fukusimai nukleáris katasztrófa előtt, amely a nem sokkal korábban elhatározott, atomerőművek üzemidő-hosszabbításának visszavonásához vezetett.
További célok közé tartozik a nukleáris energia felhasználásának 2022-ig történő teljes leállítása, az energiahatékonyság növelése az elsődleges energiaforrások hatékonyabb felhasználása érdekében, az energiaimporttól, például a kőolajtól és a földgáztól való nagyobb függetlenség, valamint Németország mint üzleti helyszín megerősítése az energiaágazatban megvalósuló innovációk révén. Az időközi célértékeket a megújuló energiaforrásokról szóló német törvény (EEG) 2014. évi változásával módosították. A megújuló energiaforrások részarányát a villamosenergia-mixben 2025-re 40-45%-ra, majd 2035-re 55-60%-ra kell növelni.
A megújuló energiaforrások elterjedése 1990-ben kezdődött a villamosenergia-betáplálási törvény bevezetésével, és 2000-ben, a szociáldemokrata-zöld kormány alatt elfogadott megújuló energiaforrásokról szóló törvénnyel jelentős lendületet vett. Ugyanebben az évben született megállapodás az atomenergia fokozatos kivezetéséről is.
A politikai felfogásban is jelentős változás következett be: míg korábban a megújuló energiákra a meglévő erőművi paletta kiegészítéseként tekintettek, addig az új kormány idején a megújuló energiákat a hagyományos energiák alternatívájaként fogták fel, amely hosszú távon a meglévő energiarendszer helyébe lép majd.
A Globális Változással Foglalkozó Német Tanácsadó Testület szerint annak érdekében, hogy a globális felmelegedés korlátozására vonatkozó két fokos cél sikerüljön elérni, és ezáltal el lehessen kerülni a beláthatatlan éghajlati következményeket, a 2040 és 2050 közötti időszakban a teljesen szén-dioxid-mentes energiaellátás megteremtésére kell törekedni.
Ez a cél Németország számára biztosan elérhetőnek tekinthető, ha növelik a megújuló energiaforrások bővítésének ütemét.
A Párizsi Megállapodásban nemzetközileg elfogadott éghajlatvédelmi célok teljesítése érdekében Németországnak 2040 körülre be kell fejeznie az energiaátmenetet, és az országnak addigra biztosítania kell, hogy a villamosenergia-, a fűtési és a közlekedési ágazatban a megújuló energiaforrások aránya 100%-ra emelkedjen.
Ehhez a fűtési és a közlekedési ágazat villamosítása mellett a megújuló energiák jelenlegi bővítési ütemének jelentős növelésére lenne szükség, továbbá a napelemes energiaforrások évi 15 GW-os és a szélenergia-ágazat 9 GW-os nettó bővítésére.
A megújuló energiák potenciálját és terjedési sebességét különböző kategóriákba sorolják. Az elmúlt évtizedekben készült előrejelzések és forgatókönyvek többnyire alábecsülték a megújuló energiákban rejlő lehetőségeket—gyakran jelentős mértékben. Az energiaátmenet kritikusai mellett a támogatók is gyakran alábecsülték a megújuló energiák növekedését.
A Szövetségi Hálózati Ügynökség 2013-as forgatókönyve szerint a hagyományos villamosenergia-termelés teljes beépített kapacitása a 2012-es 100 GW-ról 2024-re 82-85 GW-ra csökken. A legjelentősebb változás a 12 GW nukleáris termelőkapacitás megszüntetése lesz. Ezzel szemben a teljes megújuló villamosenergia-termelés 75,5 GW-ról 129-175 GW-ra nő. A napelemes energia 33 GW-ról 55-60 GW-ra, a szárazföldi szélenergia 31 GW-ról 49-87 GW-ra, a tengeri szélenergia 12-16 GW-ra, a biomassza 5,7 GW-ról 8-9 GW-ra, a vízenergia alig bővül, az egyéb megújulóenergia-termelés pedig 1 GW-ról legfeljebb 1,5 GW-ra nő.
A német kormány 2012 óta rendszeresen benyújtja az energiaátállásról szóló monitoringjelentéseket.
Egy szakértőkből álló bizottság minden jelentésről átfogó szakvéleményt tesz közzé.

## Az energiaátmenet kezdetei (1970-1990)
A ma ismert energetikai átállás kezdetei az 1970-es évekre nyúlnak vissza. Az olajválság, az atomenergiáról szóló viták és a környezetvédelmi vita a világ számos országában néhány év alatt komoly változásokat eredményezett az energiapolitikában és az energiaiparban.
Az olajválságokkal az ellátás biztonságának kritériuma egyre fontosabbá vált Németországban, és a gazdasági hatékonyság mellett az energiapolitika meghatározó céljává vált. Az atomenergiáról folytatott vitával az 1970-es évek közepétől a társadalmi összeegyeztethetőség és elfogadottság is előtérbe került.
Ez a vita, amelynek kezdeti szikrája a wyhli atomerőmű elleni tiltakozás volt, széles körű tiltakozó mozgalommá, az anti-nukleáris mozgalommá fejlődött. Komoly viták alakultak ki az atomerőművek építésével kapcsolatban. A Gorlebenbe tervezett újrafeldolgozó üzemet 1979-ben "politikailag megvalósíthatatlannak" nyilvánították, egy másik, wackersdorfi újrafeldolgozó üzem pedig az 1980-as évek elején megbukott. A kalkari atomerőmű, egy gyors tenyésztőreaktor leállításával a végtelen üzemanyagciklus koncepciója, amely az 1950-es évek óta az atomenergia utópiaként való fejlesztésének  mozgató rugója volt, szintén megbukott.
Az 1970-es évek közepétől kezdve kísérleteket tettek arra, hogy békés párbeszédet folytassanak a nukleáris ipar és a polgárok között. 1980-ban a jövőbeli atomenergia-politikával foglalkozó Enquete-bizottság bemutatott egy első jelentést, amely a 2030-ig tartó időszakra vonatkozó útvonalakat tartalmazta. A cél az volt, hogy az energiapolitikában kompromisszumot kössenek az atomenergiát támogatók és az azt ellenzők között. Ez a bizottság többek között arra szólított fel, hogy az energiarendszereknek a jövőben széles körű politikai egyetértésen kell alapulniuk, ha társadalmilag elfogadhatóak akarnak lenni. Végül azonban ez a kompromisszum nem sikerült; míg az új atomerőmű-projekteket véglegesítették, és az energiafogyasztás csökkentésére irányuló intézkedések gyakorlatilag sikertelenek maradtak.
A bizottságban megvitatott négy lehetséges szcenárió jelentősen különbözött egymástól. Az energiaipar azt az utat támogatta, amely szerint 2030-ig 165 GW kapacitású atomerőműveket kell építeni Németországban, amelyek fele gyors tenyésztésű reaktor lett volna. Ez az útvonal a primerenergia-fogyasztás 800 millió tonnára történő általános növekedését irányozta elő a kőszénegységek tekintetében. Egy másik lehetőség az atomenergia kivezetését és a primerenergia-fogyasztás 310 millió tonna szénegyenértékre történő csökkentését irányozta elő. Bár az akkoriban a fennálló erők erősen kritizálták és "szélsőségesnek" minősítették, mivel a gazdasági növekedés és az energiafogyasztás szétválasztását feltételezte, amit akkoriban nem tartottak lehetségesnek, ez az akkor kisebbségi szavazatnak tekintett út végül elég közel került a tényleges fejlődéshez.
Ugyanebben az évben jelent meg az Energie-Wende. Wachstum und Wohlstand ohne Erdöl und Uran  (Energiaátmenet. Növekedés és jólét olaj és urán nélkül) címmel az Öko-Institut tudósai alternatív energiaszcenáriókról szóló kiadványt jelentettek meg, melyben az energiatakarékosság jelentőségét kiemelték.
1983-ban a Zöldek bejutottak a Bundestagba, és az atomenergia használatának "azonnali kivonását" követelték még ebben az évben. Az 1986-os csernobili atomkatasztrófa után a szociáldemokraták és a szakszervezetek is csatlakoztak az atomenergia kivezetését követelő felhíváshoz, bár az szociáldemokraták  a zöldekkel ellentétben 10 év után vállalták az atomenergia kivezetését. A fekete-sárga koalíciós kormány, azaz az Uniópártok (CDU/CSU) és a Szabad Demokraták (FDP) közötti koalíciója ugyancsak Csernobilra reagálva létrehozta a Szövetségi Környezetvédelmi, Természetvédelmi és Nukleáris Biztonsági Minisztériumot, és tanulmányokat készíttetett kutatóintézetekkel, hogy elemezzék az atomenergiából való kilépés forgatókönyveit és azok következményeit. Mindkét jelentés arra a következtetésre jutott, hogy a fokozatos kivonás "műszakilag megvalósítható, ökológiai szempontból biztonságos és gazdaságilag életképes".
A szövetségi kormány ugyanebben az évben benyújtott energiaügyi jelentése szerint a szövetségi és a tartományi kormányok között régóta fennálló konszenzus veszélybe került. Az atomenergia ellenzői nemcsak az atomenergia kivezetését, hanem egy alapvetően új energiapolitikát is követeltek. Miközben egyes SPD-kormányzású tartományok több kísérletet tettek az atomerőművek leállítására, a konzervatív-liberális szövetségi kormány fenntartotta atompárti irányvonalát.
Bár a kormány általában erősen atomenergia-párti volt, Helmut Kohl kancellársága alatt több atomerőművet is bezártak, mielőtt működési engedélyük lejárt volna: A keletnémet Lubmin atomerőmű öt blokkja mellett, amelyeket 1990-ben biztonsági okokból leállítottak, valamint a reinsbergi atomerőmű egy blokkja mellett több nyugatnémet erőművet is leállítottak. A Kahl atomerőművet 1985-ben 25 év működés után állították le, 1988-ban pedig a Mülheim-Kärlich atomerőművet kevesebb mint egy év után, bírósági ítéletet követően, az erőmű által okozott földrengésveszély miatt. 1989-ben a THTR-300 atomerőművet műszaki és gazdasági problémák miatt leállították. 1994-ben a würgasseni atomerőművet végleg lekapcsolták a hálózatról. Ezenkívül számos atomerőmű-projektet a tervezési fázisban vagy az építkezés megkezdése után feladtak.

## Az 1990-es évek (villamosenergia betáplálási törvény)
Az energetikai átállás szempontjából nagyon fontos lépés volt a villamos energia betáplálásáról szóló törvény elfogadása 1990-ben, amelyet a két politikus, Matthias Engelsberger (Kereszténydemokrata Unió, CSU) és Wolfgang Daniels (Zöldek) terjesztett be a Bundestagba, és amelyet nagy többséggel elfogadtak. Az Uniópártok (CDU/CSU), szociáldemokraták (SPD) Zöldek az FDP (Német Szabaddemokrata Párt)  a törvényt megszavazták, a szabaddemokraták (FDP) ellene szavaztak. A törvény 1991. január 1-jén lépett hatályba.
Bár ennek a törvénynek hosszú távon óriási jelentősége volt, nem ez a törvény teremtette meg az első finanszírozási lehetőséget a megújuló energiák kutatására és elterjesztésére Németországban. Valójában már 1974-ben elindult egy energiakutatási keretprogram, amely a megújuló energiák kutatását is magában foglalta.
Az 1970-es években azonban a legtöbb országban az energiakutatáson elsősorban az atomenergia kutatását értették; még 1979-ben Németországban az energiakutatási kiadások mintegy 65%-át az atommag-hasadásra vagy -fúzióra fordították, míg a megújuló energiák a kutatás finanszírozásának mindössze 4,4%-át kapták.
Az 1980-as évek második felében az energiakutatás a kisebb szélenergia-projektek irányába mozdult el, és 1989-ben elindult egy 100 MW-os szélturbina-program.
A villamosenergia-betáplálási törvény döntő tényezője az volt, hogy az energiaellátó társaságokat először kötelezték jogilag arra, hogy megújuló forrásokból származó villamos energiát vásároljanak és fizessenek érte. Bár a megújuló energiákat már korábban is fejlesztették helyben, a törvény hatálybalépéséig az áramszolgáltató vállalatok szabadon megtagadhatták a hálózatukba történő betáplálást. Ezen túlmenően a szélenergiát addig a pontig csak üzemanyag-megtakarítóként fogták fel, ami azt jelentette, hogy a villamosenergia-termelés ára csak az energiavállalatok elkerült költségein alapult, ami azt jelentette, hogy a ténylegesen fizetett díjazás gyakran viszonylag alacsony volt.
A villamosenergia-betáplálásról szóló törvény ezzel szemben most a magánfogyasztók átlagos költségeinek legalább 90%-át kitevő díjazást biztosított a betáplálóknak, és egyúttal jogilag érvényesíthető jogosultságot adott a villamosenergia-hálózatba való betáplálásra. Ez alapvető paradigmaváltást jelentett a megújuló energiák támogatásában; a közvetlen támogatásokat, mint például a szintén ebben az időszakban indított 250 MW-os programot, később megszüntették.
Bár a villamosenergia-betáplálási törvény igen egyszerű felépítésű, mégis nagy hatással bírt: megalapozta a megújuló energiák németországi elterjedését, elősegítette az energiaellátás decentralizációját, mivel csak viszonylag alacsony teljesítményre irányult, és ehhez már jóval az energiaellátás tényleges liberalizációja előtt hozzájárult. Emellett értékesítési piacokat teremtett a fiatal megújulóenergia-ágazat, különösen a szélenergia-ipar számára.
Az 1980-as évek végétől az éghajlatvédelem az energiapolitika másik fontos tényezőjévé vált.

## A  szociáldemokrata-zöld kormány (1998-2005)
Az energetikai fordulat a vörös-zöld szövetségi kormány idején (1998-2005, Schröder I. és Schröder II. kabinet) jelentősen felgyorsult. A koalíciós szerződésben megállapodás született az energiafogyasztásra kivetett ökoadó bevezetéséről, a megújuló energiák erősebb támogatásáról, a 100 000 háztető programról és a nukleáris energia jogilag elfogadott fokozatos kivezetéséről; ezzel az energiaátmenet számos központi eleméről megállapodtak, és végül 2001-ig törvénybe iktatták őket. Ez a villamosenergia-mix jelentős változásával járt együtt. A megújuló energiaforrások részaránya az 1999-es 29 TWh-ról 2014-re 161 TWh-ra emelkedett, míg az atomerőművekben termelt villamos energia a 2000-es 170 TWh-ról 97 TWh-ra, a széntüzelésű villamosenergia-termelés pedig 291 TWh-ról 265 TWh-ra csökkent.
2017-re a megújuló energiaforrásokból származó villamosenergia-termelés 216 TWh-ra nőtt; ugyanakkor az atomenergiából és a szénből származó villamosenergia-termelés 75, illetve 242 TWh-ra csökkent. 2017-ben a lignit volt a legfontosabb villamosenergia-forrás 22,6%-os részesedéssel. Ezt követte a szélenergia (16,1%), a kőszén (14,4%), a földgáz (13,1%), az atomenergia (11,6%), a bioenergia (7%), a napelemek(6,1%) és az egyéb megújuló vagy fosszilis források.
Emellett a megújuló energiaforrások megítélésében is változás következett be ezzel a koalícióval. Míg a korábban kormányzó CDU/CSU-Szabaddemokrata koalíció alatt a megújuló energiákat a meglévő erőműpark „kiegészítésének” tartották, addig a szociáldemokrata-zöld koalíció nagy része a status quo alternatívájaként tekintett rájuk, amely a 21. század folyamán a fosszilis-nukleáris energiatermelés helyébe lép.

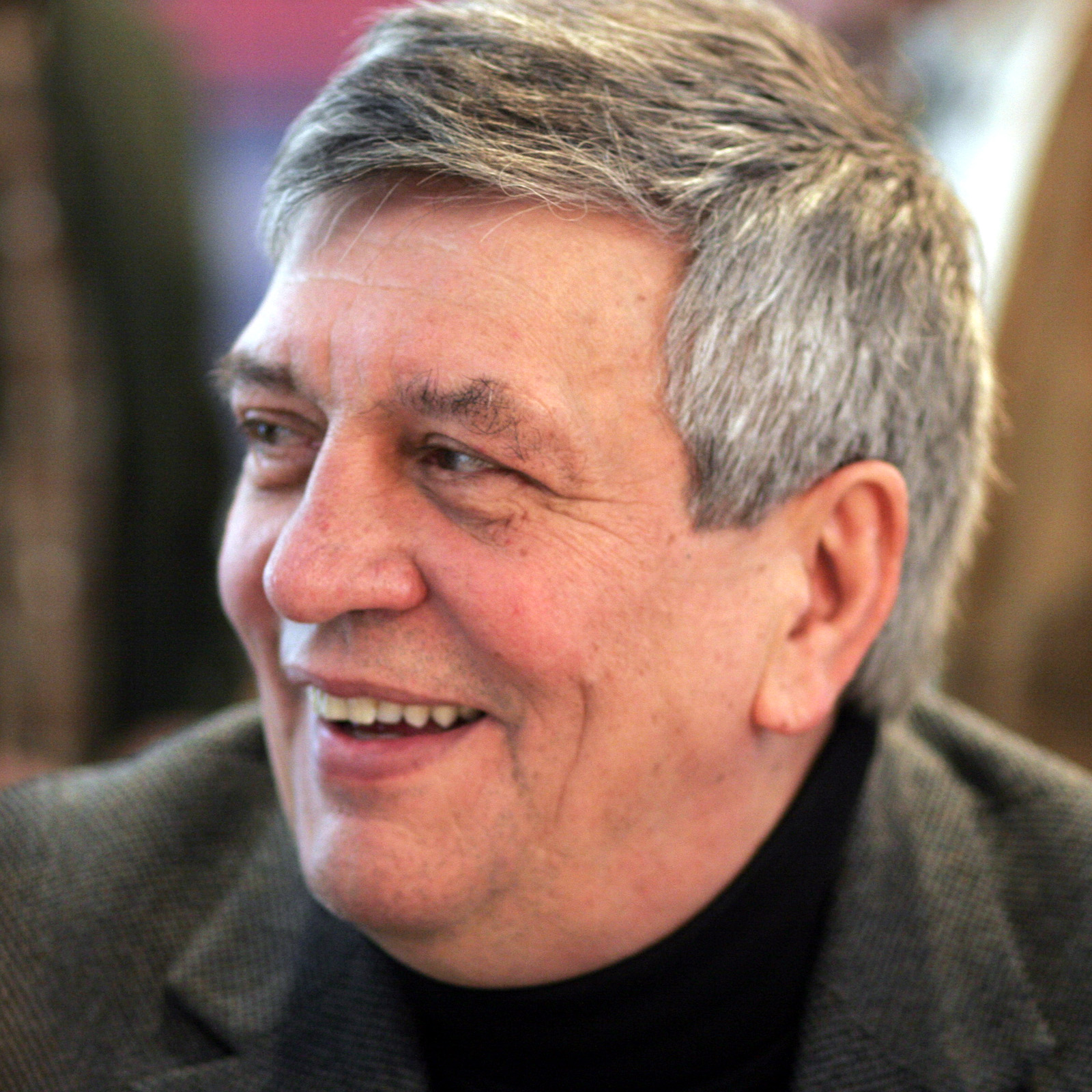
Hermann Scheer (1944–2010), akit Hans-Josef Fell-el együtt a megújulóenergia-törvény(EEG) "atyjának" tartanak

Az új koalíció első lépése a megújuló energiák támogatási feltételeinek javítása volt. A Szövetségi Gazdasági Minisztérium 1999 januárjában elindította a 100 000 tető programot, amely kezdetben jelentős bürokratikus akadályokat szabott a támogatásoknak, de ezeket a parlamenti frakciók heves tiltakozására csökkentették. 1999 végén végre elkészült a villamosenergia-betáplálási törvény felülvizsgálata, de ez lényegesen tovább tartott.
A megújulóenergia-törvényt (EEG) végül 2000 márciusában fogadták el. Az Európai Unió által az EU támogatási feltételeivel való összeegyeztethetőségi problémák miatt indított pert 2002-ben visszavonták.
A villamosenergia-betáplálásról szóló törvénnyel ellentétben, amelyben a cél csak közvetve található meg, megújulóenergia-törvényben (EEG) 2000-ben a célok egyértelműen körvonalazódtak.
"E törvény célja az energiaellátás fenntartható fejlődésének lehetővé tétele, különösen az éghajlat- és környezetvédelem érdekében, az energiaellátás gazdasági költségeinek csökkentése - többek között a hosszú távú külső hatások figyelembevételével -, a fosszilis energiaforrások megőrzése, valamint a megújuló energiaforrásokból származó villamos energia előállítására szolgáló technológiák továbbfejlesztésének elősegítése" (EEG /megújulóenergia-törvény/ 2000 1. § (1) bek.). A külső költségek internalizálását azonban ismét hangsúlyozták, mint az energiapolitika fontos célját.
Egy kísérő nyilatkozatban többek között kifejtették, hogy a hagyományos energiatermelés társadalmi és ökológiai járulékos költségeit nem az üzemeltetők, hanem a lakosság, az adófizetők és a jövő generációi viselik, és hogy az EEG (megújulóenergia-törvény) valójában csak kompenzálja ezt a versenyhátrányt.
2000. június 14-én a kormány és az atomerőművek üzemeltetői közötti tárgyalások egy olyan megállapodást eredményeztek, mely szerint nukleáris energia használatának megszüntetését lépésekben valósítják meg. Ezt a megállapodást nukleáris konszenzusként emlegetik: mindkét félnek messzemenő engedményeket kellett tennie. A kormánypártok, a Szociáldemokraták és a Zöldek által korábban szorgalmazott 10 éves, illetve egy éves időkerettel szemben a kormány elfogadta, hogy a legújabb atomerőművek mintegy 20 évig üzemelhessenek, míg az üzemeltetők elfogadták, hogy a legrégebbi erőművek csak viszonylag rövid hátralévő üzemidőt kapjanak. A konszenzus központi eleme az összes meglévő német atomerőmű üzemidejének időbeli korlátozása volt az úgynevezett még előállítható maradék villamos energia mennyiségek meghatározásával, amelynek értékeléséhez 32 éves üzemidő szolgált alapul. E szabályozás szerint az utolsó atomerőművet 2020 körül kellett volna leállítani, ugyanakkor új atomerőművek építését megtiltották.
Az erőművek üzemeltetői 2005-ig engedélyt kaptak a nukleáris fűtőelemek újrafeldolgozására, ezt követően a kiégett fűtőelemeket közvetlenül kellett ártalmatlanítani. A kormány vállalta továbbá, hogy a nukleáris törvények betartása mellett biztosítja az erőművek zavartalan további működését a maradék villamos energia felhasználásáig. A nukleáris konszenzus tartalmazta továbbá a végleges tárolónak szánt Gorleben-Rambow sókupola feltárásának moratóriumát, hogy a tárolási koncepcióval és a végleges elhelyezés biztonságával kapcsolatos kérdéseket felül lehessen vizsgálni. A megállapodást végül 2002-ben az atomenergiáról szóló törvény módosításával ültették át a törvénybe.
A nukleáris konszenzus vegyes fogadtatásra talált, főként azért, mert egyik fél sem érezte úgy, hogy az elég messzire ment volna. Mindazonáltal a nukleáris konszenzus a nukleáris vita hevességének enyhüléséhez vezetett. Az atomenergia ellenzői bírálták az atomerőművek szerintük túl hosszú élettartamát és a meglévő erőművek védelmét, amely csak korlátozottan követelte meg további biztonsági fejlesztéseket, míg az atomenergia támogatói többek között az alacsony CO2-kibocsátásra hivatkozva utasították el a konszenzust. Az ellenzéki CDU/CSU és a Szabaddemokrata Párt kijelentette, hogy egy újabb kormányváltás esetén hatályon kívül kívánják helyezni az atomenergia használatának kivezetését.

## Az Uniópártok és a Szociáldemokrata Párt koalíciója
Erre azonban nem került sor. Miután a 2005-ös szövetségi választásokon sem a konzervatív-liberális, sem a szociáldemokrata-zöld többség nem tudott kormányt alakítani, az Uniópártok (CDU/CSU) és a Szociáldemokrata Párt (SPD) Angela Merkel vezetésével nagykoalíciót (2005-2009) alakított. Míg a CDU/CSU politikusai korábban élesen bírálták mind a megújuló-energia törvényt, mind az atomerőművek kivezetését, a koalíciós megállapodás most kimondta: noha az unió (CDU/CSU) és a szociáldemokraták (SPD) eltérő álláspontot képviselnek az atomenergia-politikáról, a nukleáris konszenzus ezért nem változtatható meg. Ennek eredményeképpen az nukleáris energiáról szóló megállapodás érvényben maradt, és a nagykoalíció idején további két atomerőművet állítottak le.
A koalíciós megállapodásban a megújuló energiaforrásokkal kapcsolatos jövőbeli politikát is meghatározták. A koalíciós partnerek számára ezek az energia- és klímapolitika fontos eszközei, ezért szükségesnek tartották további kiépítésüket. A cél az volt, hogy a megújulók a villamosenergia-termelésben 2010-ben legalább 12,5%-os, 2020-ban pedig legalább 20%-os részarányt érjenek el, míg a teljes energiafogyasztáson belüli részarányuk 2010-re 4,2%-ra, 2020-ra pedig 10%-ra emelkedjen.
Számos más intézkedés mellett, mint például a fűtési ágazatban a piacösztönző programok folytatása (amely végül a 2007 végén elfogadott megújuló energiákról szóló hőtörvényt eredményezte), megállapodtak a megújulóenergia- törvény alapszerkezetének megtartásáról. Később azonban mégis módosították a törvényt. 2007. január 1-én hatályba lépett egy rendelet, amely előírja a bioüzemanyag minimális mennyiségét a benzinben, a gázolajban.
Ebben az időszakban a megújuló energiák terén is olyan óriási technikai előrelépések történtek, amelyeket nem sokkal korábban még lehetetlennek tartottak. Ezzel párhuzamosan az elektronika gyors fejlődése lehetségessé tette az intelligens hálózatokkal vezérelt decentralizált energiarendszereket. A megújulók gazdasági hatékonysága és versenyképessége is drámai módon javult a hagyományos energiaátalakítási technológiákhoz képest.
Néhány évvel korábban még az a vélemény fogalmazódott meg, hogy a szél- és napenergia "a természet törvényei alapján" csak kis mértékben fedezheti Németország energiaszükségletét, de ezekre az előrejelzésekre rácáfolt a technika fejlődése.

## Újabb fordulatok a nukleáris energiával kapcsolatban
A német energiapolitikában 2010 őszén komoly változás következett be, amikor az Uniópártok (CDU/CSU) és a Szabaddemokrata Párt (FDP) koalíciós kormánya úgy döntött, hogy jelentősen meghosszabbítja a német atomerőművek üzemidejét. Kompromisszumos döntés született, amely egyrészt előírta, hogy az atomenergia fokozatos kivezetéséről szóló alapvető döntés és az új atomerőművek építésének tilalma érvényben marad, ugyanakkor az üzemidőt átlagosan 12 évvel meghosszabbítják.
2011. március 11-én Japánban bekövetkezett a fukusimai nukleáris katasztrófa, amelyben az atomerőmű összesen 4 reaktora megsemmisült, és nagy mennyiségű radioaktivitás került a környezetbe. A kormányra nehezedő nyomás hatására az energiapolitikában újabb fordulat következett be: a német kormány alig három nappal a katasztrófa bekövetkezte után három hónapos nukleáris moratóriumot hirdetett, majd 2011. június 6-án bejelentette: a 2022-ig az utolsó atomerőművet is be fogják zárni.

## A  szociáldemokrata-szabaddemokrata-zöld koalíció  (2021-től)

### A megújuló energia termelés alakulása a villamosenergia-ágazatban
2023-ban Németországban a megújuló energiák 260,7 TWh villamos energiát szolgáltattak, 7,2%-kal többet, mint 2022-ben. Ez 56,9%-os részaránynak felel meg a villamosenergia-mixben. Ha az ipar saját villamosenergia-termelését is figyelembe vesszük, az arány 54,9%. A legfontosabb szállító a szélenergia volt kb. 140 TWh-val, ezt követte a napenergia kb. 60 TWh-val, a biomassza kb. 42 TWh-val és a vízenergia alig 20 TWh-val. A villamosenergia-hálózat terhelése 457 TWh volt. Az összes energiaforrást figyelembe véve szintén a szélenergia volt a legfontosabb villamosenergia-forrás, amelyet a lignit, a napenergia, a földgáz, a biomassza, a kőszén, a vízenergia és az atomenergia követett. A 2022-es évhez képest a villamosenergia-összetételben jelentős változások következtek be, különösen a szélenergia, a szén és az atomenergia esetében.
A villamosenergia-összetételben bekövetkezett, olykor jelentős változások a 2022-es különleges helyzetnek köszönhetőek, amikor a szénerőművek számos francia atomerőmű leállása és a magas gázárak miatt a helyükre kerültek. A 2023-as normalizálódás a széntüzelésű villamosenergia-termelés erőteljes csökkenéséhez vezetett. A 2023 nyarán az alacsony villamosenergia-árak miatt Németország a saját széntüzelésű erőművek használata helyett több villamos energiát is importált külföldről, ami hosszú idő óta először 11,7 TWh körüli importtöbbletet eredményezett. A legtöbb import Dániából (10,7 TWh), Norvégiából (4,6 TWh) és Svédországból (2,9 TWh) érkezett. Emellett a villamosenergia-fogyasztás 2023-ban mintegy 26 TWh-val csökkent az előző évhez képest, ami valószínűleg a magasabb villamosenergia-áraknak és a fotovoltaika nagyobb saját fogyasztásának tudható be. Az előzetes becslések szerint a villamosenergia-ágazat szén-dioxid-kibocsátása 2023-ban 179 millió tonna volt, ami a Német Szövetségi Köztársaság történetében az eddigi legalacsonyabb szint. 1990-ben még 366 millió tonna volt, a kibocsátás csökkenésének nagy része 2014 óta következett be.

### Megújult vita a nukleáris atomerőművekről
Az Ukrajna elleni orosz nyomán vita indult az atomerőművekről. 2023. április 14-én Klaus von Klitzing és Steven Chu fizikai Nobel-díjasok, valamint James Hansen és Kerry Emanuel éghajlatkutatók és más támogatók nyílt levélben jelezték Olaf Scholz kancellárnak (SPD), hogy az atomenergia Németországban egyértelműen hozzájárulhat az energiaválság enyhítéséhez és a németországi éghajlati célok eléréséhez. A legutóbbi három németországi reaktor a legutóbbi 32,7 milliárd kilowattóra éves termelésével több mint tízmillió németországi háztartást látott el éghajlatbarát villamos energiával. Ezzel továbbra is évente akár 30 millió tonna CO₂ kibocsátást is meg lehet takarítani a szénenergiához képest.
James Hansen korábban hibának nevezte a nukleáris energiáról való lemondást. Ehelyett Németországnak először széntüzelésű erőműveit kellene  lekapcsolnia. .
Az Uniópártok  (CDU/CSU) és a Szabaddemokrata Párt ( FDP) az ukrajnai háborúra hivatkozva követelte az akkor még működő három atomerőmű 2022-ben történő további üzemeltetését..

## A széntüzelésű energiatermelés alakulása
Az atomerőművek kivezetése és a 2013-as kormányváltás óta az éghajlatvédelmi célok elérése érdekében fokozódtak a szén fokozatos kivezetésére irányuló kezdeményezések. Mivel a német kormány célkitűzései szerint 2050-re a megújuló energiáknak a villamosenergia-ellátás legalább 80%-át le kell fedniük, a szén a villamosenergia-mixnek legfeljebb 20%-át fogja kitenni. Ugyanakkor a széntüzelésű energiatermelését csökkenteni kell annak érdekében, hogy 2050-re elérjék az üvegházhatású gázok kibocsátásának 80%-os csökkentésére vonatkozó célkitűzést. A szövetségi gazdasági és energiaügyi minisztérium 2014 novemberében terjesztette elő az első javaslatokat, majd 2015 márciusában egy kulcskérdésekről szóló dokumentumot, amely 2020 előtt a régi és nem hatékony széntüzelésű erőművek leállítását irányozta elő. Ezt egy éghajlatvédelmi illetékkel kívánták elérni.
A szövetségi és a tartományi kormány 2020. január 16-án meghatározta a lignittermelés fokozatos megszüntetésének lépéseit. Az összes lignittüzelésű erőművet 2038-ig le kell állítani. Bár az idősebb erőművek leszerelését előnyben részesítik, a tervet kritikák érték, mivel az lehetetlenné tenné az éghajlati célok elérését
A Szénbizottság zárójelentése szerint a széntüzelésű erőműveket a folyamatosan kell leállítani, de az Uniós és Szociáldemokrate koalíciós szövetségi kormány leszerelési terve szerint  sok erőművet a húszas évek végén és a harmincas évek közepén kell leállítani.
A Potsdami Éghajlatkutató Intézet kutatói arra figyelmeztetnek, hogy a szén-dioxid-kibocsátás fokozatos megszüntetése akár növelheti is a szén-dioxid-kibocsátást, ha azt nem kíséri megfelelő szén-dioxid-árképzés bevezetése. Ilyen árképzés nélkül az európai kibocsátás-kereskedelemben a kibocsátási egységek iránti kereslet és így azok ára is csökkenhet, ami lehetővé tenné a külföldi villamosenergia-termelők számára, hogy az akkor olcsóbb kibocsátási egységekből többet vásároljanak, és így növeljék CO2-kibocsátásukat. Ennek elkerülése érdekében minimális CO2-árat kellene bevezetni.

### Weblinks
•	Bundesministerium für Wirtschaft und Klimaschutz: erneuerbare-energien.de
•	Energiewende, Website der Deutschen Akademien der Naturforscher Leopoldina
•	Energiewende, Übersichtsseite der Scientists for Future
•	Fraunhofer-Institut für Solare Energiesysteme, 2013, ise.fraunhofer.de: Energiesystem Deutschland 2050
•	Wissenschaftlicher Beirat der Bundesregierung Globale Umweltveränderungen: Welt im Wandel. Energiewende zur Nachhaltigkeit. Springer, Berlin 2003, ISBN 3-540-40160-1 (wbgu.de, PDF; 3,84 MB)

## Fordítás
- Ez a szócikk részben vagy egészben  az   Energiewende in Deutschland című német Wikipédia-szócikk fordításán alapul.  Az eredeti cikk szerkesztőit annak laptörténete sorolja fel. Ez a jelzés csupán a megfogalmazás eredetét és a szerzői jogokat jelzi, nem szolgál a cikkben szereplő információk forrásmegjelöléseként.